# Amadeus (entreprise)
Pour les articles homonymes, voir Amadeus.
 (janvier 2021).
Amadeus est une entreprise de gestion pour la distribution et la vente de services de voyages.

## Historique
Amadeus est une société de droit espagnol créée en 1987 par quatre compagnies aériennes européennes (Air France, Iberia, Lufthansa et SAS) dans le but de créer une structure commune de distribution informatisée des segments aériens puis de regrouper l'ensemble de l'offre de vente de billets d'avion, toutes compagnies confondues. Ce genre de société, nommé "Global Distribution System" (ou GDS), compte actuellement quatre compagnies dont Amadeus, les trois autres étant Sabre, Galileo et WorldSpan ; ces deux dernières étant désormais regroupées au sein de la même société Travelport.
En juillet 2015, Amadeus fait une offre d'acquisition sur la filiale Navitaire d'Accenture, qui emploie 550 personnes, pour 830 millions d'euros.
En août 2018, Amadeus annonce l'acquisition de TravelClick, une entreprise américaine présente notamment dans la réservation hôtelière, pour 1,52 milliard de dollars.
Le 21 mars 2019 - Amadeus a signé un accord d’acquisition d’ICM Airport Technics, une entreprise australienne spécialisée dans la gestion automatisée des passagers et de déposes bagage automatiques pour les aéroports et compagnies aériennes, pour un montant non communiqué.

## Clients
Fournisseurs de voyages :
- Les compagnies aériennes : compagnies aériennes régionales et en réseau, les transporteurs low-cost/loisirs
- Les hôtels : chaînes hôtelières, sociétés de représentation et hôtels indépendants
- Les compagnies terrestres et maritimes ' sociétés de location de voitures, compagnies ferroviaires, de ferries, de croisières et  d'assurances
- Les voyagistes : spécialisés, intégrés et grand public

Vendeurs de voyages :
- Les agences de voyages : les TMC (Travel Management Companies), agences de voyages d'affaires et de loisirs, agences de voyages en ligne et des consolidateurs

Acheteurs de voyages :
- Les entreprises : grâce à des solutions de Self Booking Tools dédiées aux sociétés qui cherchent à maîtriser leurs dépenses de voyages
- Les voyageurs : grâce à des entreprises filiales d'Amadeus telles qu'Opodo[8].

## Fonctionnement du GDS
Les GDS sont, initialement, des systèmes de réservation de billets aériens. Au cours du temps, ils sont devenus des systèmes de distribution de produits de voyage à destination d'un ensemble d'agences de voyages et de sites web de réservation. Par ailleurs, dans le cadre de cette distribution, les GDS proposent des offres d'hébergement des centrales de réservation des compagnies aériennes. En cela, les GDS peuvent être vus comme des fournisseurs d'applications en ligne (ou ASP) pour la réservation de billets aériens.
Actuellement[Quand ?], Amadeus GDS héberge plus de 170 compagnies aériennes dans la centrale de réservation (offre commerciale dénommée "Altéa Reservation") et distribue des produits de voyage à environ 350 000 agents de voyage et un peu plus de 5 000 sites web[source secondaire nécessaire].

## Offre de services
Les compagnies aériennes dites "Altéa Reservation" ont la possibilité de négocier leurs tarifs directement avec leurs revendeurs, les agences de voyages ("online" ou "offline"), dans le système Amadeus. Elles gèrent l'intégralité de leur distribution au sein du système Amadeus.
En revanche, Amadeus distribue aussi des compagnies qui ne sont pas utilisatrices de son module "Altéa Reservation" (par exemple American Airlines, compagnie dont la centrale de réservations est hébergée par Sabre est un "Participating Carrier") et de fait distribue la plupart des compagnies mondiales. Pour les compagnies uniquement distribuées par Amadeus (et donc non hébergées au sein de la centrale de réservation), ces dernières chargent en temps réel leur programme de vol, leurs places disponibles à la vente et les tarifs associés.
De l'autre côté du GDS, les agences de voyages (utilisant les logiciels fournis par Amadeus) effectuent les réservations pour le compte de leurs clients.
La société propose également d'autres systèmes informatiques pour compagnies aériennes, regroupés sous la dénomination Altéa qui, outre la réservation et le "ticketing", concernent l'inventaire ainsi que les contrôles de départ lors de l'enregistrement et de l'embarquement.

## Données boursières

### Actionnariat
Amadeus est une entreprise faisant partie de l'IBEX 35.
La société est introduite sur la bourse de Madrid en 2010, 5 ans après son rachat en LBO par BC Partners et Cinven,. Les actionnaires historiques (Air France, Iberia, Lufthansa) vendent leurs parts dans les années qui suivent,,.